# Miembro inferior

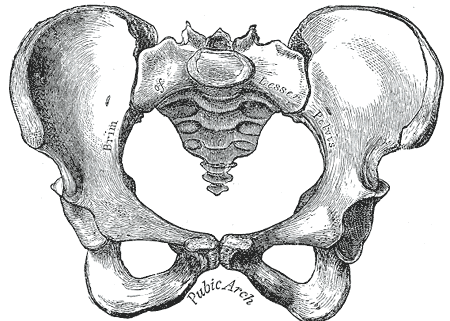
Pelvis

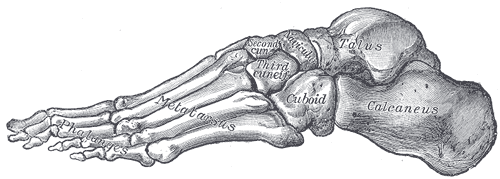
Huesos del pie

En anatomía humana, el miembro inferior  o miembro pelviano es cada una de las dos extremidades que se encuentran unidas al tronco a través de la pelvis mediante la articulación de la cadera. Tienen la función de sustentar el peso del cuerpo en la posición bípeda y hacer posible los desplazamientos mediante la contracción de su potente musculatura.
Técnicamente, los miembros inferiores son las piernas. Pero, en anatomía el término pierna tiene un significado más preciso y se corresponde con la pantorrilla, es decir, la porción del miembro inferior situada entre la rodilla y el cobrador tobillo.

## Regiones
Cada miembro inferior se compone de varias partes principales: 
- Pelvis o cintura pelviana: es un anillo óseo que está formado por el hueso sacro en la región posterior y los huesos coxales derecho e izquierdo. Ambos se unen por delante en la sínfisis del pubis que cierra el anillo.
- Muslo: su esqueleto es un solo hueso; el fémur.
- Rodilla: es la zona de unión entre el muslo y la pierna.
- Pierna: formada por la tibia y la fíbula.
- Tobillo: región en la que se une la pierna con el pie.
- Pie, a su vez formado por tres segmentos:
  - Tarso.
  - Metatarso.
  - Falange.

## Huesos
Los huesos que componen el miembro inferior son los siguientes:
- Cadera
  - Sacro
  - Coxis
  - Coxal

- Muslo
  - Fémur
  - Rótula o patela
- Pierna
  - Tibia
  - Peroné o "fíbula"
- Pie
  - Astrágalo
  - Calcáneo
  - Escafoides (tarso)
  - Cuboides
  - Primer cuneiforme
  - Segundo cuneiforme
  - Tercer cuneiforme
  - Metatarsianos
  - Falanges

## Articulaciones
- Cadera. Se forma por el hueso coxal y la cabeza del fémur, por lo cual recibe el nombre de articulación coxo-femoral.
- Rodilla. Está formada por dos articulaciones diferentes:
  - Articulación femorotibial. Formada por el fémur y la tibia.
  - Articulación femoropatelar. Formada por el fémur y la rótula.
- Tobillo. Está formado por dos articulaciones:
  - Articulación tibioperonoastragalina. Constituida por la tibia, el peroné y el astrágalo. Es la articulación principal del tobillo.
  - Articulación tibioperonea. Su importancia es secundaria.
- Pie. En el pie existen varias articulaciones que ponen en contacto los diferentes huesos que lo componen.
  - Articulación astrágalo-calcánea. Relaciona el hueso astrágalo con el calcáneo.
  - Articulación astrágalo-navicular. Pone en contacto el astrágalo con el navicular del pie.
  - Articulación calcáneo-cuboidea. Relaciona el hueso calcáneo con el cuboides.
  - Articulaciones tarsometatarsianas. Articula los huesos del tarso con los del metatarso.
  - Articulaciones metatarso-falángicas. Relaciona los metatarsianos con la primera falange de los dedos.
  - Articulaciones interfalángicas proximales. Se establece entre la primera y segunda falange de los dedos.

## Músculos del miembro inferior

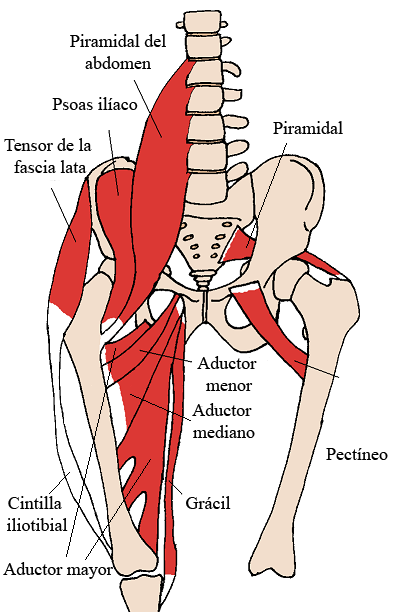
Músculos de la pelvis, región anterior.

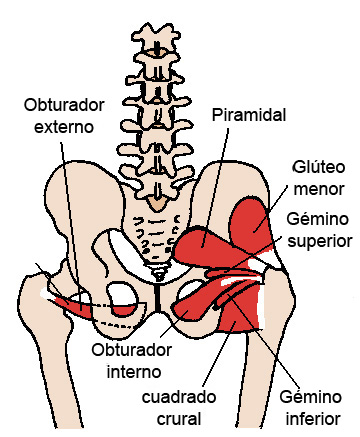
Músculos de la pelvis, región posterior.

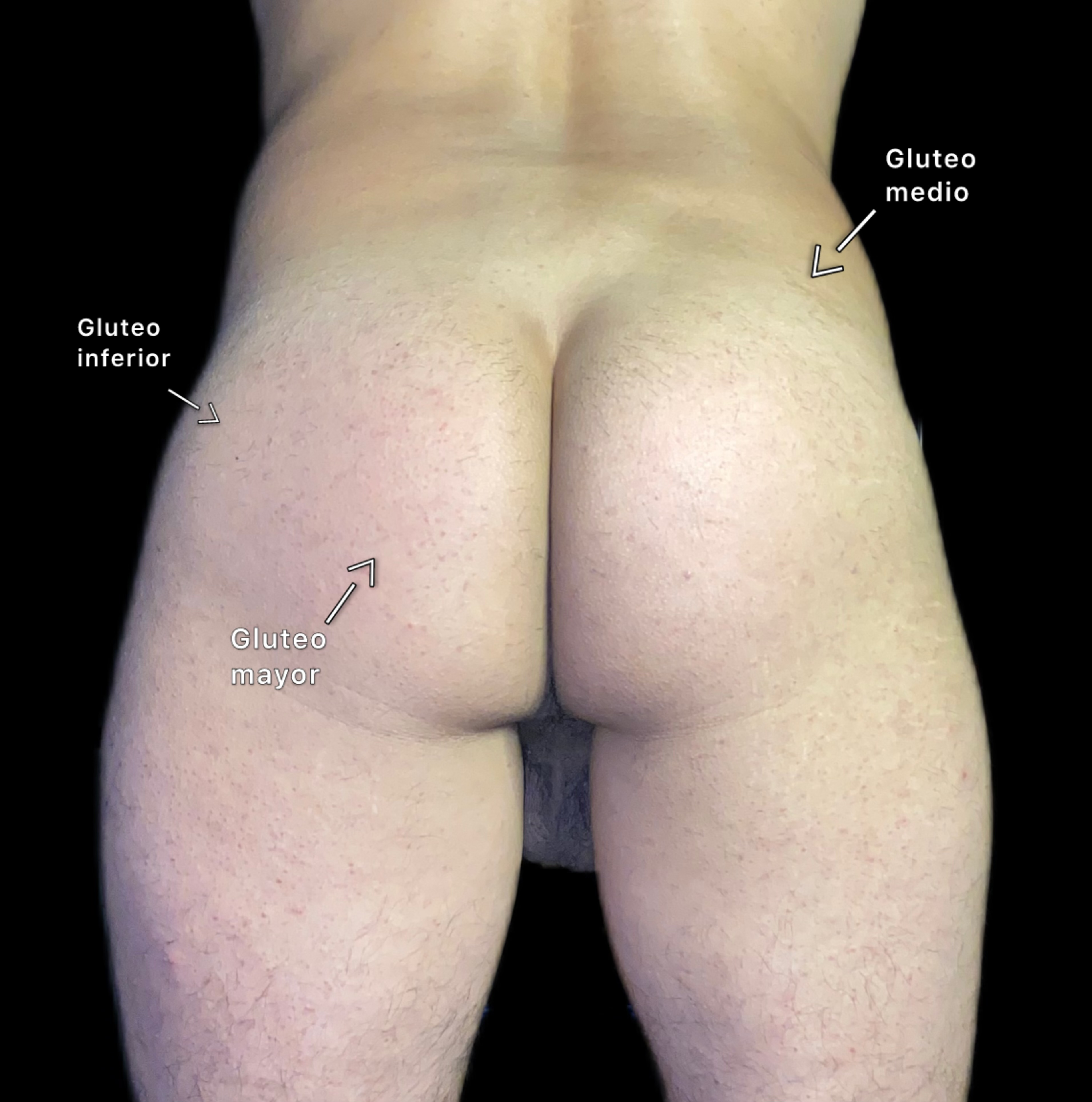
División del Glúteo vista superficial

Se dividen, según su localización, en cuatro regiones: músculos de la pelvis, músculos del muslo, músculos de la pierna y músculos del pie.
- Músculos de la pelvis

- Psoas ilíaco
- Cuadrado femoral (musculus quadratus femoris)
- Géminos:

- Gémino superior (musculus gemellus superior)
- Gémino inferior (musculus gemellus inferior)

- Glúteos

- Glúteo mayor (musculus gluteus maximus)
- Glúteo medio (musculus gluteus medius)
- Glúteo menor (musculus gluteus minimus)

- Obturador externo (musculus obturator externus)
- Obturador interno (musculus obturator internus)
- Piriforme  (musculus pyriformis)

- Músculos del muslo

- Región anterolateral

- Cuádriceps femoral (musculus quadriceps femoris): El cual está conformado por:

- Vasto intermedio (musculus vastus intermedius)
- Vasto medial (musculus vastus medialis)
- Vasto lateral (musculus vastus lateralis)
- Recto femoral (musculus rectus femoris)

- Sartorio (musculus sartorius)
- Tensor de la fascia lata (musculus tensor fasciae latae)

- Región medial

- Aductor mayor (musculus adductor magnus)
- Aductor largo (musculus adductor longus)
- Aductor corto (musculus adductor brevis)
- Pectíneo (musculus pectineus)
- Grácil (musculus gracilis)

- Región posterior

- Bíceps femoral (musculus biceps femoris)
- Semitendinoso (musculus semitendinosus)
- Semimembranoso (musculus semimembranosus)

- Músculos de la pierna

- Región anterior

- Tibial anterior (musculus tibialis anterior)
- Músculo extensor largo de los dedos (musculus extensor digitorum longus)
- Músculo extensor largo del dedo gordo (musculus extensor hallucis longus)
- Músculo peroneo anterior (musculus peroneus tertius)

- Región externa

- Peroneo lateral largo (musculus peronerus longus)
- Peroneo lateral corto (musculus peroneus brevis)

- Región posterior

- Poplíteo (musculus popliteus)
- Músculo flexor común de los dedos de los pies (musculus flexor digitorum longus)
- Músculo tibial posterior (musculus tibialis posterior)
- Músculo flexor largo del dedo gordo (musculus flexor hallucis longus)
- Tríceps sural (musculus triceps surae)

- Músculo gastrocnemio (musculus gastrocnemius, cabeza medial y lateral)
- Músculo sóleo (musculus soleus)

- Plantar delgado (musculus plantaris)

- Músculos del pie

- Región dorsal

- Músculo extensor corto de los dedos del pie  (musculus extensor digitorum brevis)
- Músculo extensor corto del dedo gordo del pie (musculus extensor hallucis brevis)

- Región plantar interna

- Músculo aductor del dedo gordo del pie (musculus adductor hallucis)
- Músculo flexor corto del dedo gordo (musculus flexor hallucis brevis)
- Músculo abductor del dedo gordo (musculus abductor hallucis)

- Región plantar externa

- Músculo abductor del meñique (pie) (musculus abductor digiti minimi pedis)
- Músculo flexor corto del quinto dedo (musculus flexor digiti minimi brevis pedis)
- Oponente del dedo meñique del pie (musculus opponens digiti minimi pedis)

- Región plantar media

- Músculo flexor corto de los dedos (musculus flexor digitorim brevis)
- Lumbricales del pie (musculus lumbricalis pedis)
- Músculo cuadrado plantar (musculus quadratus plantae)
- Interóseos del pie

- Músculos interóseos dorsales (musculi dorsal interossei)
- Músculos interóseos plantares (musculi plantar interossei)

## Vascularización

Arteria femoral y sus ramas: 1.Arteria circunfleja íliaca profunda. 2.Arteria circunfleja iliaca superficial 5.Arteria circunfleja externa. 13. Arteria tibial anterior, 14. Arteria iliaca externa, 20.Arteria femoral.

La sangre llega al miembro inferior por medio de la arteria iliaca externa que tras pasar por la región de la ingle cambia de nombre y pasa a llamarse arteria femoral.
La arteria femoral sigue un camino descendente por la región anterior del muslo y da origen a diversas ramas, como la arteria femoral profunda, la arteria circunfleja iliaca profunda, la arteria circunfleja interna y la arteria circunfleja externa. Cerca de la rodilla pasa a situarse en la región posterior del miembro inferior y cambia de nombre, llamándose arteria poplitea. 
La arteria poplítea da varias ramas para la articulación de la rodilla y se divide en la arteria tibial anterior que irriga la región anterior de la pierna y el tronco arterial tibioperoneo que se dirige al sector posterior de la pierna y se divide en la arteria tibial posterior y la arteria peronea.
La arteria tibial posterior desciende hasta el tobillo y se divide en dos ramas: la arteria plantar externa y la arteria plantar interna, ambas suministran sangre a las estructuras anatómicas situadas en la planta del pie.

## Retorno venoso

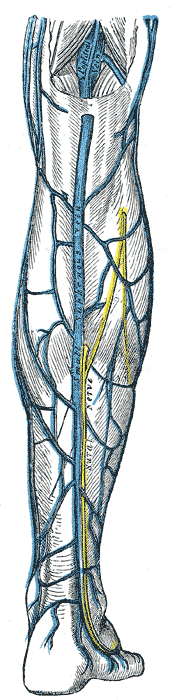
Vena poplítea, ilustrada en la parte superior de la imagen.

El retorno de la sangre venosa se realiza en el miembro inferior a través del sistema venoso superficial y del sistema venoso profundo.
Dentro del sistema venoso profundo, los vasos principales son:
- Vena poplitea
- Vena femoral que, tras pasar el pliegue inguinal cerca de la cadera, se convierte en vena iliaca externa.

El sistema venoso superficial está constituido por varios vasos superficiales situados cerca de la piel, en la región subcutánea, los cuales al final de su trayecto acaban por incorporarse al sistema venoso profundo. Los troncos principales son:
- Vena safena externa. Se origina en el dorso del pie, recorre la región posterior de la pierna y a nivel de la zona posterior de la rodilla o región poplítea se hace profunda para incorporarse a la vena poplítea.
- Vena safena interna. Recorre la región interna de la pierna y el muslo. Cuando está a solo 4 cm de la ingle, se hace profunda para incorporarse a la vena femoral.[4]

## Inervación

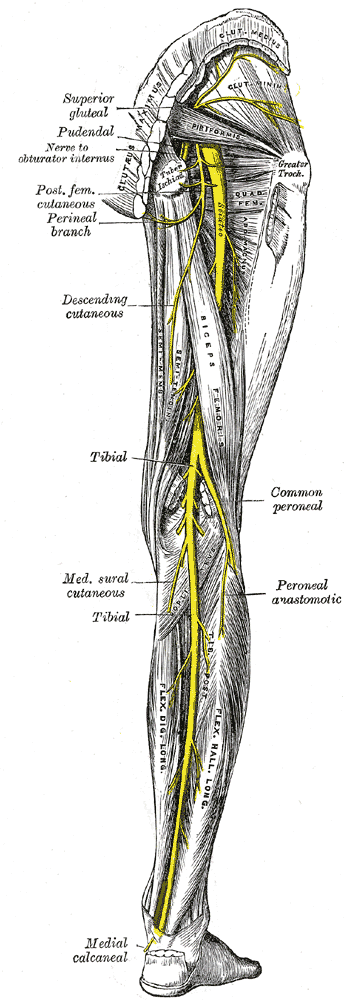
Recorrido del nervio ciático y sus ramas

Los 2 troncos nerviosos del miembro inferior son el nervio femoral que recorre la región anterior del muslo y el nervio ciático que, partiendo de la zona glútea, desciende por la región posterior de la extremidad inferior. Los dos dan numerosas ramas. Otros nervios importantes son el nervio glúteo superior, el nervio glúteo inferior, el nervio obturador, el nervio femorocutáneo y el nervio genitocrural.
- El nervio femoral penetra en el muslo en la región inguinal y da origen a varias ramas:[5]
  - Nervios cutáneos lateral, intermedio y medial del muslo.
  - Ramas que inervan el músculo cuádriceps.
  - Ramas destinadas a la articulación de la cadera y la rodilla.

- El nervio isquiático se origina en la región glútea a partir del plexo sacro. Recorre la región posterior del muslo y cuando llega a la región de la rodilla se divide en el nervio ciático poplíteo externo o nervio peroneo común y en el ciático poplíteo interno o nervio tibial.
  - El nervio peroneo común se divide en el nervio peroneo superficial y el nervio peroneo profundo.
  - El nervio tibial desciende por la región posterior de la pierna y se divide cuando alcanza el pie en el nervio plantar lateral y el nervio plantar medial.[3]

## Patologías
Algunas de las patologías más frecuentes que afectan al miembro inferior son las siguientes:
- Fractura de fémur. Son muy corrientes en las personas de más de 60 años. Pueden estar originadas por un traumatismo directo muy intenso, como los que ocurren en los accidentes de tráfico. En otras ocasiones tienen lugar por traumas relativamente leves en personas afectas de osteoporosis.[6]

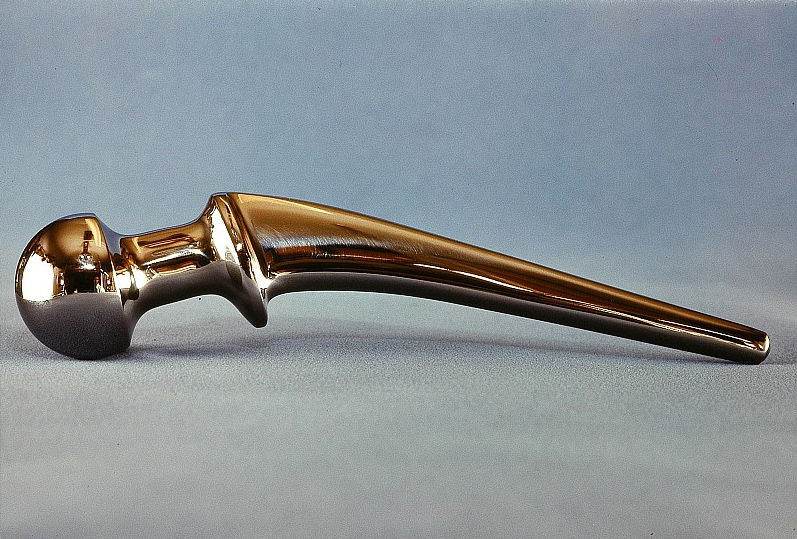
Prótesis de cadera

- Coxartrosis. Es la artrosis de la articulación de la cadera. Provoca dolor durante la marcha y en las fases avanzadas precisa cirugía para sustituir la cadera por una prótesis metálica.[7]
- Enfermedad de Perthes, también llamada síndrome de Legg-Calvé-Perthes, o necrosis vascular de la cabeza del fémur. Afecta niños y niñas de entre 4 y 10 años, provocando una necrosis parcial de la cabeza del fémur. Se produce un caso por cada diez mil niños aproximadamente.
- Gonartrosis. Es la artrosis de la articulación de la rodilla, muy frecuente a partir de los 60 años. Provoca dolor y dificulta la movilidad, llegando a ser invalidante. En estadios avanzados se trata quirúrgicamente colocando una prótesis de rodilla.[8]
- Rotura de menisco. El menisco es un cartílago que se encuentra en el interior de la articulación de la rodilla y tiene la función de distribuir las cargas y mejorar la estabilidad de la articulación. Puede romperse como consecuencia de una torsión violenta en personas jóvenes, muy frecuentemente durante la actividad deportiva. En personas de más edad se parte con frecuencia por traumatismos mínimos, muchas veces simplemente al levantarse de una posición en cuclillas.[9]
- Claudicación intermitente. Está provocada por falta de riego sanguíneo en las extremidades inferiores debido a obstrucción total o parcial de una arteria. Provoca dolor que aumenta con el ejercicio y cede con el reposo.
- Insuficiencia venosa. Es la incapacidad de las venas para realizar el adecuado retorno de la sangre al corazón. Se producen dilataciones venosas o varices visibles desde el exterior.
- Paraplejia. Es una parálisis que afecta a las dos extremidades inferiores, imposibilitando la marcha. Normalmente es resultado de una lesión medular o de una enfermedad congénita como la espina bífida.
- Esguince de tobillo. Es la lesión de alguno de los ligamentos que sustentan la articulación del tobillo, debido generalmente a un movimiento brusco y forzado que sobrepasa sus límites de elasticidad.

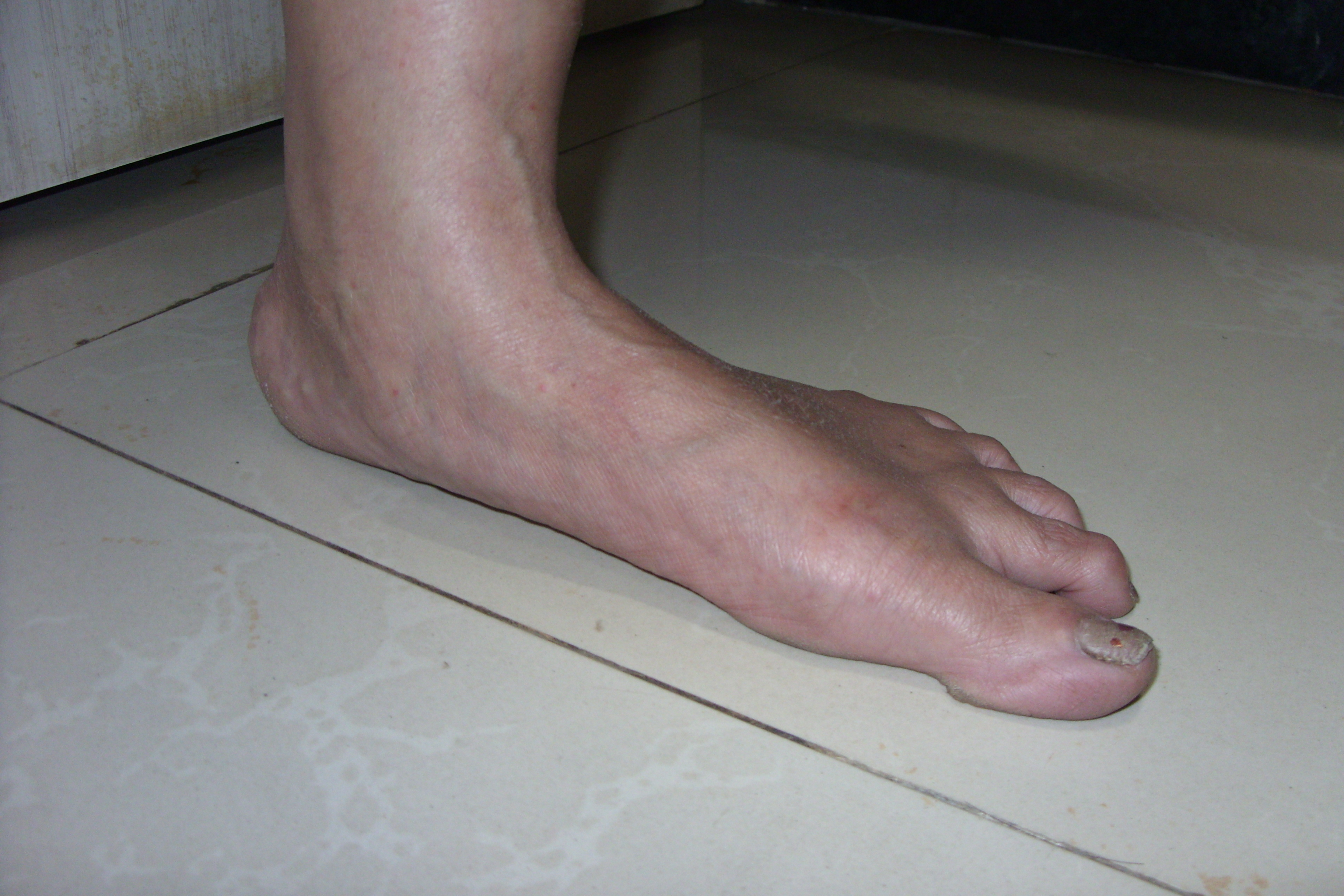
Pie plano de un adulto

- Pie plano. Se caracteriza por la disminución de altura del arco longitudinal interno del pie, ocasionando que gran parte de la superficie de la planta tenga contacto con el suelo.
- Hallux valgus. Conocido popularmente como juanete, es una deformidad del pie que se caracteriza por la desviación del dedo gordo hacia el borde externo del pie. Puede causar dolor y dificultad en la marcha, por lo que con frecuencia precisa cirugía.
- Pie diabético. Se trata de una afección característica de las personas que padecen diabetes mellitus. Se asocian lesiones infecciosas con destrucción de tejidos, alteraciones neurológicas y falta de riego arterial. Puede ser grave por lo que el paciente diabético debe extremar los cuidados de sus pies.
- Pie de atleta. Es una infección provocada por hongos dermatofitos que afecta a los pliegues que se encuentran entre los dedos. No es grave, pero causa molestias locales y puede ser contagiosa.
- Podagra. Es un ataque agudo de gota que afecta de forma característica al dedo gordo del pie, provocando intenso dolor. Está causado por la elevación de los niveles de ácido úrico en sangre

## Mire también
- miembro superior

- Datos: Q6027402
- Multimedia: Human legs / Q6027402